# Villyaellenite
La villyaellenite è un minerale appartenente al gruppo dell'hureaulite.